# 1743
| [ Edytuj tabelę ]              | |
| Król Polski                    | - 1733 August III Sas 1763 |
| Współksiążęta Andory           | - 1738 Jordi Curado y Torreblanca 1747 - 1715 Ludwik XV 1774                                                                                                 |
| Elektor Bawarii                | - 1726 Karol Albert 1745 |
| Sułtan Brunei                  | - 1730 Muhammad Alauddin 1745 |
| Cesarz Chin                    | - 1735 Qianlong 1796 |
| Król Czech                     | - 1743 Maria Teresa 1780 |
| Król Danii                     | - 1730 Chrystian VI 1746 |
| Dalajlama                      | - 1708 Kelzang Gjaco 1757 |
| Cesarz Etiopii                 | - 1730 Ijasu II 1755 |
| Król Francji                   | - 1715 Ludwik XV 1774 |
| Król Hiszpanii                 | - 1724 Filip V 1746 |
| Landgraf Hesji-Kassel          | - 1730 Fryderyk I Heski 1751 |
| Stadhouder Holandii            | - 1702 drugi okres bez stadhoudera 1747 |
| Szach Iranu                    | - 1736 Nadir Szah Afszar 1747 |
| Państwo Wielkich Mogołów       | - 1720 Mohammed Szah 1748 |
| Król Irlandii                  | - 1727 Jerzy II Hanowerski 1760 |
| Cesarz Japonii                 | - 1735 Sakuramachi 1747 |
| Kalif                          | - 1736 Mahmud I 1754 |
| Patriarcha Konstantynopola     | - 1740 Paisjusz II 1743 - 1743 Neofit VI 1744 |
| Władca Korei                   | - 1724 Yŏngjo 1776 |
| Książę Liechtensteinu          | - 1732 Józef Wacław 1745 |
| Sułtan Maroka                  | - 1740 Abdullah ibn Ismail 1745 |
| Książę Monako                  | - 1733 Honoriusz III 1793 |
| Król Nawarry                   | - 1710 Ludwik XV 1774 |
| Król Norwegii                  | - 1730 Chrystian VI 1746 |
| Sułtan Omanu                   | - 1728 Sajf II ibn Sultan 1743 - 1742 Sultan III ibn Murszid ibn Adi 1743 - 1743 Balarab ibn Himjar ibn Sultan 1749                                          |
| Elektor Palatynatu             | - 1742 Karol IV Teodor 1799 |
| Papież                         | - 1740 Benedykt XIV 1758 |
| Książę Parmy i Piacenzy        | - 1740 Maria Teresa 1748 |
| Król Portugalii                | - 1706 Jan V 1750 |
| Król w Prusach                 | - 1740 Fryderyk II Wielki 1772 |
| Car Rosji                      | - 1741 Elżbieta 1762 |
| Cesarz Rzymski (niemiecki)     | - 1742 Karol VII Bawarski 1745 |
| Kapitanowie Regenci San Marino | - 1742 Biagio Antonio Martelli Domenico Bertoni 1743 - 1743 Filippo Manenti Belluzzi Filippo Fabbrini 1743 - 1743 Giacomo Begni Francesco Antonio Righi 1744 |
| Elektor Saksonii               | - 1733 Fryderyk August II (król Polski) 1763 |
| Król Sardynii                  | - 1730 Karol Emanuel III 1773 |
| Król Szwecji                   | - 1720 Fryderyk I Heski 1751 |
| Król Tajlandii                 | - 1733 Boromma Kot 1758 |
| Sułtan Turków                  | - 1730 Mahmud I 1754 |
| Doża Wenecji                   | - 1741 Pietro Grimani 1752 |
| Król Węgier                    | - 1740 Maria Teresa 1780 |
| Monarcha Wielkiej Brytanii     | - 1727 Jerzy II 1760 |
| Premier Wielkiej Brytanii      | - 1742 Spencer Compton 1743 - 1743 Henry Pelham 1754 |

Rok 1743 / MDCCXLIII
stulecia: XVII wiek ~
XVIII wiek ~
XIX wiek

lata: 1733 «
1738 «
1739 «
1740 «
1741 «
1742 «
1743
» 1744
» 1745
» 1746
» 1747
» 1748
» 1753

## Wydarzenia w Polsce
- Franciszek Dąbrowski dokonał pierwszej renowacji kolumny Zygmunta III Wazy

## Wydarzenia na świecie
- 14 lutego – Henry Pelham został wybrany premierem Zjednoczonego Królestwa.
- 12 maja – koronacja Marii Teresy Habsburg na królową Czech, po odzyskaniu Moraw i Czech przez wojska austriacko-węgierskie.
- 27 czerwca – wojna o sukcesję austriacką: zwycięstwo wojsk brytyjsko-hanowersko-austriackich nad francuskimi w bitwie pod Dettingen.
- 7 sierpnia – podpisano rosyjsko-szwedzki pokój w Abo. Rosja zagarnęła południową część Finlandii i utrwaliła swe wpływy w Szwecji.
- 18 sierpnia – Brytyjczyk, Jack Broughton opublikował pierwsze przepisy w historii nowożytnego boksu (dla ograniczenia brutalności walk).
- 25 października – Francja i Hiszpania zawarły II pakt familijny.

## Urodzili się
- 13 marca – Seweryn Rzewuski, hetman polny koronny, jeden z przywódców konfederacji targowickiej (zm. 1811)
- 18 marca - Józef Gembart, polski duchowny katolicki, biskup pomocniczy gnieźnieński (zm. 1821)
- 20 marca – Tymoteusz Gorzeński, biskup diecezjalny poznański w latach 1809–1821 (od 1821 arcybiskup metropolita), arcybiskup metropolita gnieźnieński i prymas Polski w latach 1821–1825. (zm. 1825)
- 30 marca – Dydak z Kadyksu, hiszpański kapucyn, błogosławiony katolicki (zm. 1801)
- 1 kwietnia - William Hindman, amerykański prawnik, polityk, senator ze stanu Maryland (zm. 1822)
- 13 kwietnia – Thomas Jefferson, amerykański polityk, prezydent USA (zm. 1826)
- 15 maja - Onufry Kajetan Szembek, polski duchowny katolicki, biskup płocki, senator Księstwa Warszawskiego (zm. 1808)
- 19 sierpnia – Hrabina du Barry, ostatnia z wielkich francuskich faworyt, metresa Ludwika XV (zm. 1793)
- 26 sierpnia – Antoine Lavoisier, francuski chemik, autor prawa zachowania masy, odkrywca tlenu, ojciec nowoczesnej chemii (zm. 1794)
- 10 listopada – Wojciech Józef Skarszewski, prymas Królestwa Polskiego, konsyliarz konfederacji targowickiej (zm. 1827)
- 11 listopada – Carl Peter Thunberg, szwedzki naturalista, lekarz i botanik (zm. 1828)
- 13 listopada – Hiacynt Casteñeda, hiszpański dominikanin, misjonarz, męczennik, święty katolicki (zm. 1773)
- 26 listopada – Franciszek Ksawery Pułaski, konfederat barski, brat Kazimierza (zm. 1769)
- 1 grudnia – Martin Heinrich Klaproth, niemiecki chemik i aptekarz (zm. 1817)
- 2 grudnia – Franciszek Ksawery Bianchi, włoski barnabira, święty katolicki (zm. 1815)
- 9 grudnia - Stephen Mix Mitchell, amerykański prawnik, polityk, senator ze stanu Connecticut (zm. 1835)

- data dzienna nieznana: 
  - Jakow Bułhakow (ros. Яков Иванович Булгаков), rosyjski dyplomata, poseł w Rzeczypospolitej (zm. 1809)

## Zmarli
- 10 lutego – Adelajda Orleańska, francuska benedyktynka, ksieni Chelles (ur. 1698)

## Święta ruchome
- Tłusty czwartek: 21 lutego
- Ostatki: 26 lutego
- Popielec: 27 lutego
- Niedziela Palmowa: 7 kwietnia
- Wielki Czwartek: 11 kwietnia
- Wielki Piątek: 12 kwietnia
- Wielka Sobota: 13 kwietnia
- Wielkanoc: 14 kwietnia
- Poniedziałek Wielkanocny: 15 kwietnia
- Wniebowstąpienie Pańskie: 23 maja
- Zesłanie Ducha Świętego: 2 czerwca
- Boże Ciało: 13 czerwca